# 신앙격투
《신앙격투》(Faith Fighter)는 이탈리아의 몰레인더스트리아에서 개발한 격투 게임이다. 신, 예수, 붓다, 무함마드 등 각 종교들을 등장시킨 것으로 각 종교 단체들로부터 비난을 받고 있으며 특히 이슬람 회의 기구에서는 이 게임을 금지하기도 했다.

## 신앙격투 2(Faith Fighter 2)
신앙격투 2(Faith Fighter 2)는 페이스 파이터의 후속작으로 전작의 종교 성인들의 싸움과는 달리 이번 작에서는 관용을 주제로 하고있다. 게임이 시작되면 한 화면에 종교 성자들이 나오는데 종교 성자들을 클릭하면 하트 모양이 표시되며 모든 종교 성자들을 하나하나씩 클릭해 화면에서 사라지지 않도록 하는 것이다. 이번 작에서는 날아다니는 스파게티 괴물도 등장한다.